# さくら2号a
さくら2号a（CS-2a）は、1983年（昭和58年）に打ち上げられた静止通信衛星である。さくら2号bと共に日本初の実用通信衛星となった。
CS-2計画は1977年（昭和52年）12月に打ち上げられたさくら（CS）の成果や国内の通信需要を踏まえ、宇宙開発事業団（NASDA、科学技術庁）、郵政省、日本電信電話公社（NTT）、通信・放送衛星機構等により計画された。諸機関からの委託によってNASDAが衛星開発・ロケットによる打ち上げ・静止軌道への配置を実施し、搭載される通信用アンテナや中継器のエンジニアリングモデルは電電公社で開発された。郵政省、警察庁、建設省、消防庁、国鉄、電気事業者らが利用機関となって公共業務の通信回線や実験回線として使用された。
CS-2計画全体での費用は約560億円。4割を国、6割を利用機関が負担した。

## 打ち上げ
1983年（昭和58年）2月4日、N-IIロケット3号機により、種子島宇宙センターから打ち上げられた。

## 目的
非常災害時における通信の確保、離島との通信回線の設定、臨時の通信回路の設定、通信衛星に関する技術の開発を目的とした。

## 特徴

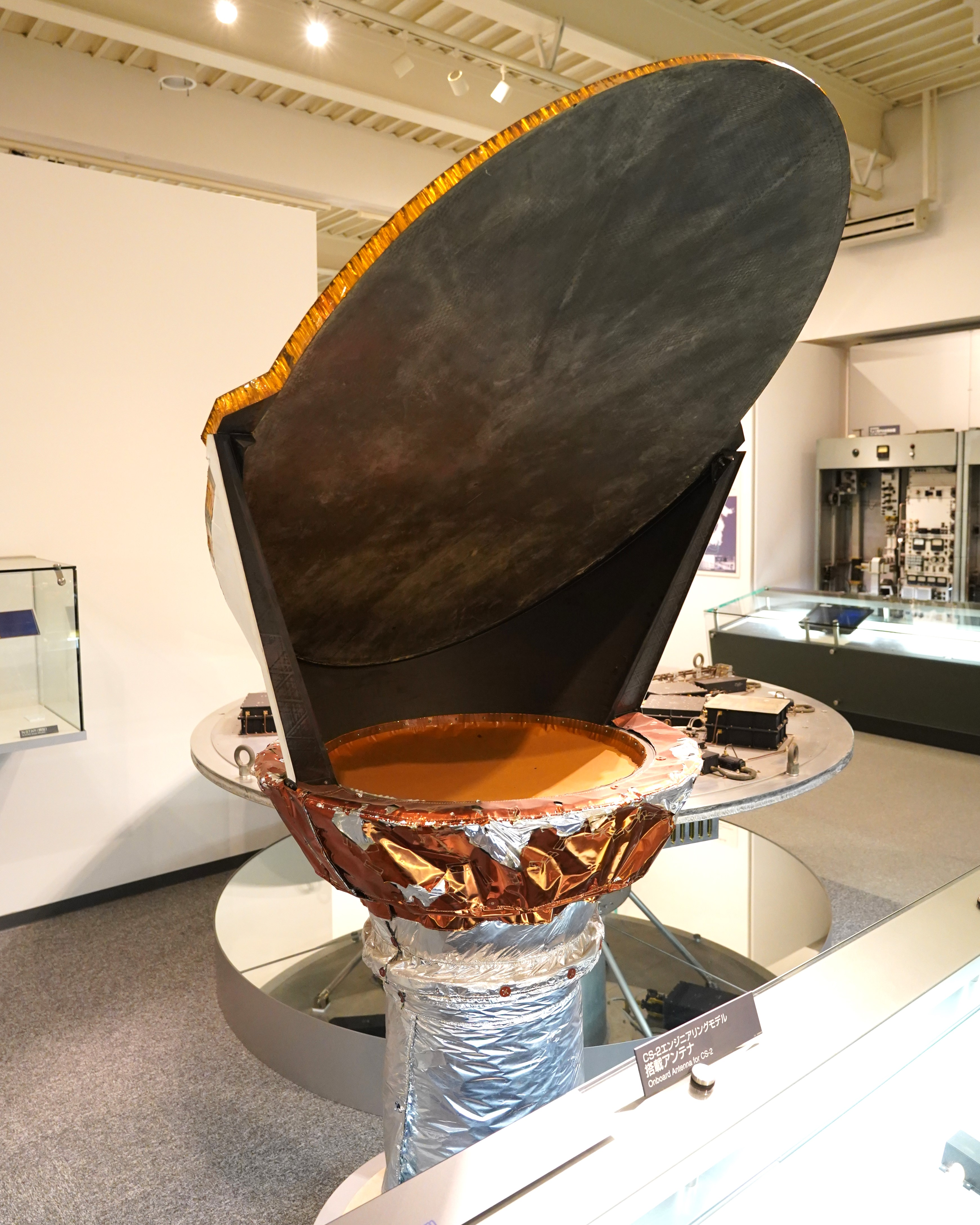
アンテナ部、NTT技術史料館展示エンジニアリングモデル

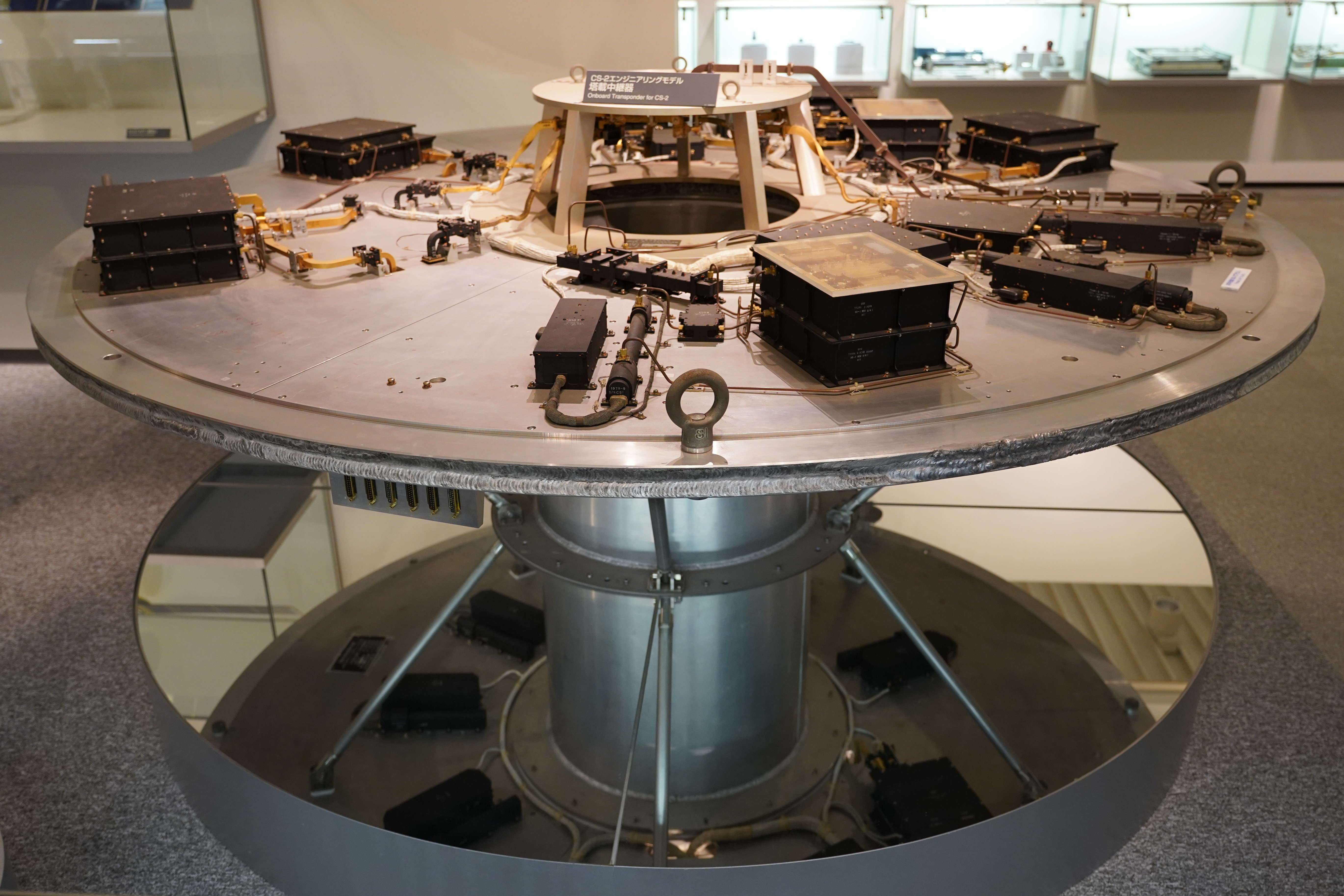
中継器、NTT技術史料館展示エンジニアリングモデル